# Nowa Polanka (polana)
Nowa Polanka – polana w słowackich Tatrach Bielskich. Znajduje się w górnej części Nowej Doliny, w jej orograficznie lewych zboczach, na wschodnich stokach Zakrywy. Na polance znajduje się chatka Tatrzańskiego Parku Narodowego. Z Podspadów doprowadzają do niej dwie nieznakowane ścieżki;  jedna przez Międzyścienną Przełęcz i Zakrywę, druga przez Małe Siodło i zachodnie zbocza Kominów Zdziarskich. Opisuje je Władysław Cywiński w 4 tomie przewodnika Tatry.
Nazwę polany utworzył Władysław Cywiński w 4 tomie przewodnika Tatry.